# Jaltomata confinis
Jaltomata confinis là loài thực vật có hoa trong họ Cà. Loài này được (C.V. Morton) J.L. Gentry mô tả khoa học đầu tiên năm 1973.